# Улица Дзержинского (Смоленск)
У́лица Дзержи́нского — улица в Смоленске, относится к Ленинскому району города.

## Описание улицы
Улица Дзержинского начинается от площади Победы, проходит на северо-запад до реки Днепр, и пересекая её по Петропавловскому мосту, доходит до улицы Кашена, являясь таким образом одной из основных магистралей, соединяющих Заднепровский район с центром города.
Фактически улица делится на две части. На северо-западной — от Петропавловского моста через Днепр до гостиницы «Россия» — крупная застройка практически отсутствует, по одной стороне идёт западный склон Казанского холма, по другой — частный сектор. Юго-восточная часть значительно более плотно застроена и проходит по центральной части города, завершаясь на площади Победы.

## История
Часть улицы от моста до улицы Кашена в начале XX века, когда моста не существовало, называлась Кислов переулок (от храма Петра и Павла до реки). На другом берегу вокруг Казанского холма шли улицы Малая Энгельгардтовская и Большая Энгельгардтовская. Улицы были названы в честь патриота-полковника периода войны 1812 года П. И. Энгельгардта, расстрелянного по приказу Наполеона у Молоховских ворот за связь с партизанами.
Свой нынешний вид улица приобрела в 1930-е годы — тогда в короткие сроки она была проложена для налаживания регулярных транспортных линий между центром города и местностью в районе Днепра, при этом в её состав была включена бывшая Большая Энгельгардтовская улица. На протяжении всей улицы ходил трамвай, но несколько десятилетий спустя рельсы на участке от площади Смирнова (Победы) до стадиона «Спартак» были демонтированы, на остальной части улицы рельсы эксплуатируются до сих пор.
После смерти в 1926 году председателя ВЧК Феликса Дзержинского его имя начали увековечивать в названиях улиц и площадей, присваивать предприятиям и воинским частям, давать кораблям и судам советского флота. Тогда же была названа и улица в Смоленске. Точная дата присвоения улице имени не установлена.
В период оккупации города войсками вермахта с июля 1941 года по сентябрь 1943 года улица называлась нем. Westliche Ringstraße (Западная кольцевая дорога).
25 марта 1966 года на заседании комиссии при горисполкоме по упорядочению названий улиц к улице Дзержинского приписаны дома, относившиеся к упразднённому переулку Смирнова.

## Историко-культурные объекты
Памятники:

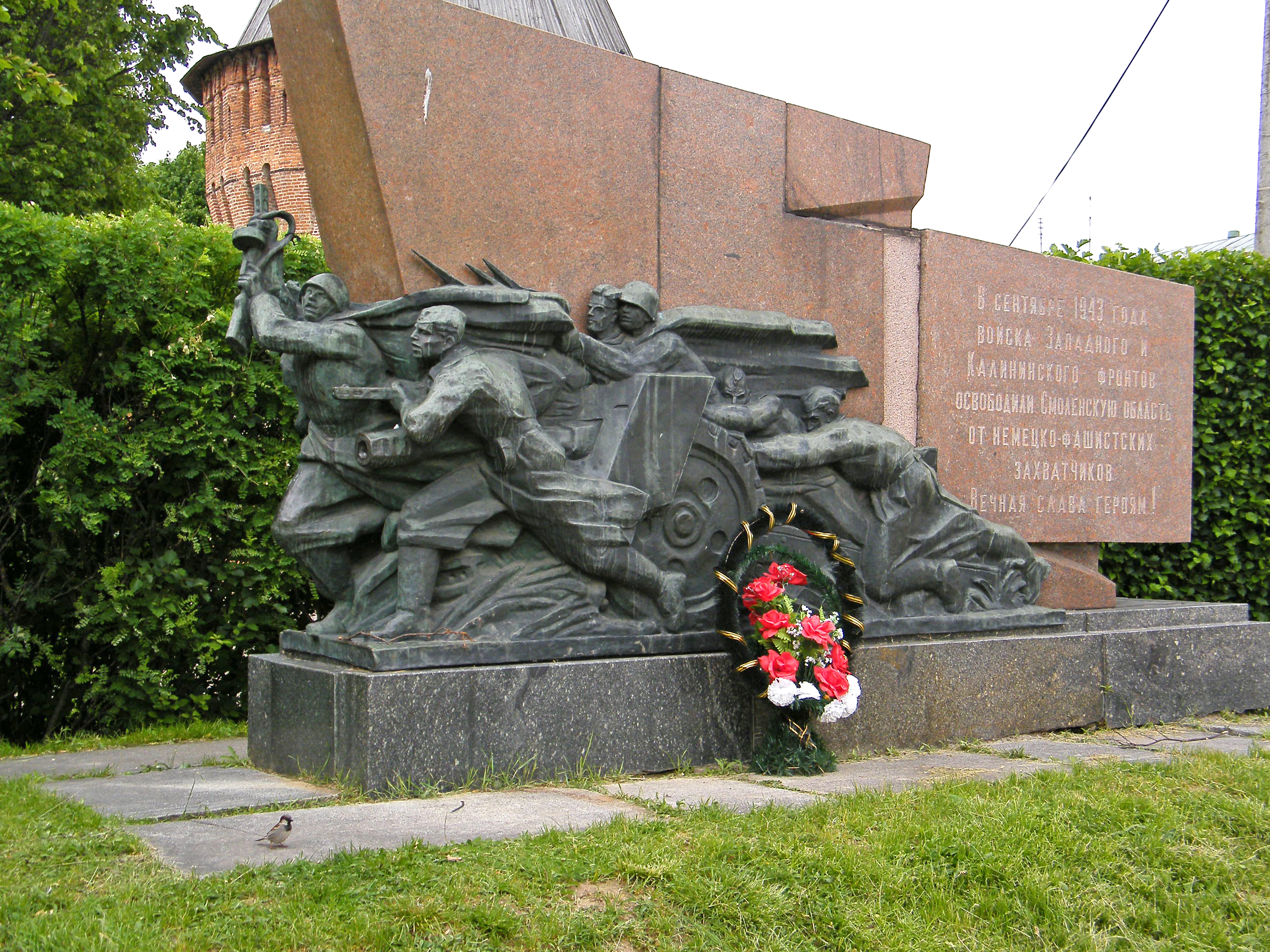
Памятник освободителям Смоленщины

- Памятник освободителям Смоленщины. Установлен в 1973 году. Располагается на пересечении улицы Дзержинского с улицей Октябрьской Революции.
- Бюст Карла Маркса. Был установлен в 1980 году у Дома политпросвещения Смоленского обкома КПСС (ныне — здание Смоленского музыкального училища). Демонтирован в 2013 году в рамках перепланировки территории.
- Бюст Александра Пушкина. Установлен в 1978 году в сквере рядом с парком культуры и отдыха.
- Памятный знак на месте, где дислоцировался Суздальский полк под командованием Александра Суворова. Установлен слева от здания Смоленского музыкального училища.
- Памятник Н. М. Пржевальскому, открытый в 2017 году[3].

Историко-культурные объекты:

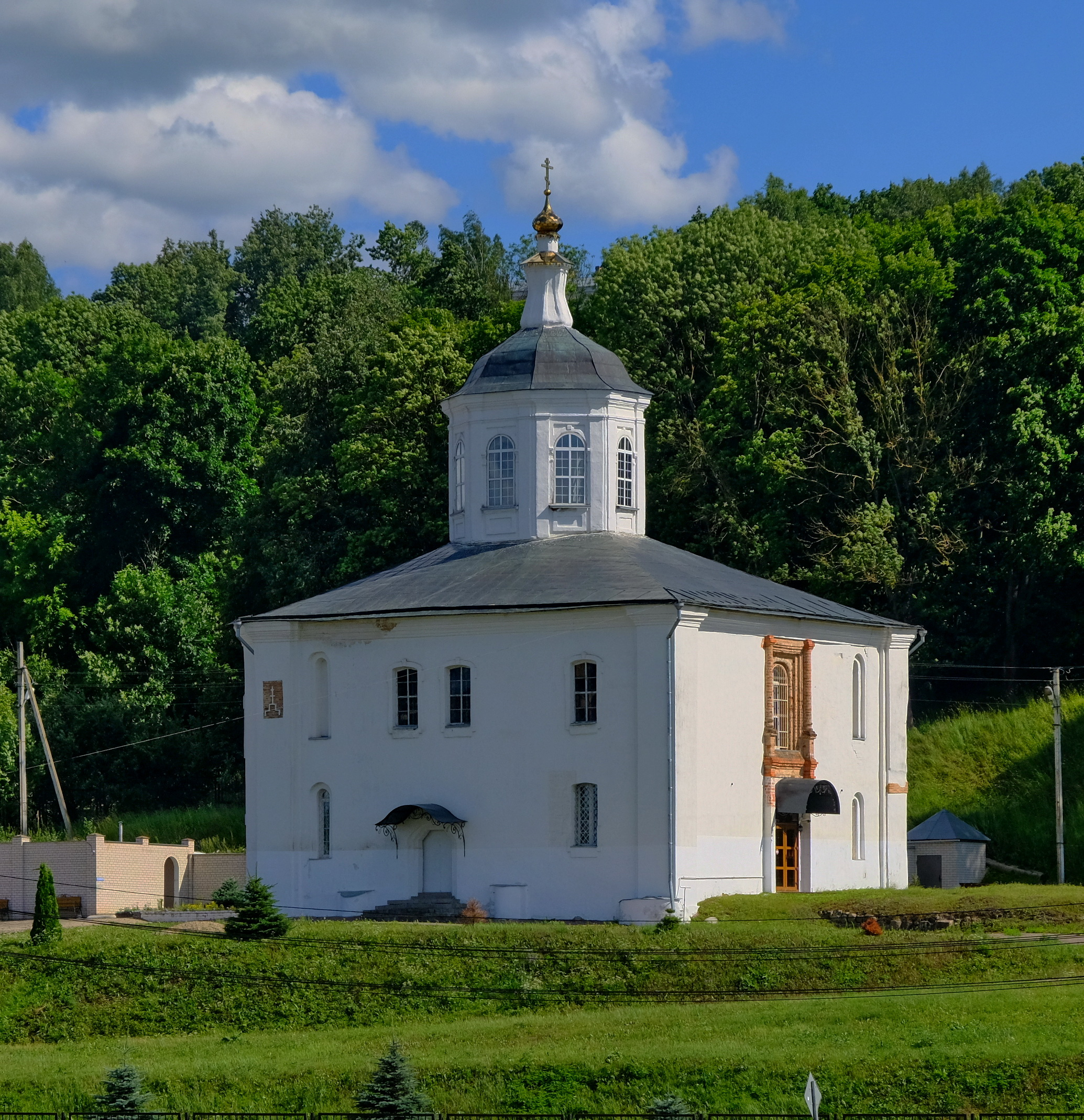
Церковь Иоанна Богослова

- Церковь Иоанна Богослова, построена в 1160—1180-е годы. Памятник истории федерального значения.
- Ул. Дзержинского, д. 3. Бывшее здание редакции газеты «Красноармейская правда». Построено в 1936 году. В настоящее время в здании работает поликлиника. Памятник истории регионального значения.
- Ул. Дзержинского, д. 4. Жилой дом постройки конца XIX — начала XX веков. Памятник истории регионального значения.
- Ул. Дзержинского, д. 5. Жилой дом постройки середины XX века. Памятник истории регионального значения.
- Ул. Дзержинского, д. 6. Жилой дом постройки 1930-х годов. Памятник истории регионального значения.
- Ул. Дзержинского, д. 6а. Здание бывшего Смоленского городского начального училища памяти 1812 года. Построено в 1912 году. С 1973 года в здании находится музей «Смоленщина в годы Великой Отечественной войне 1941—1945 гг.»
- Ул. Дзержинского, д. 7. Жилой дом постройки середины XX века. Памятник истории регионального значения.
- Ул. Дзержинского, д. 9. Жилой дом 1955—1956 годов постройки. Памятник истории регионального значения.
- Ул. Дзержинского, д. 9а. Жилой дом 1930-х годов постройки. Памятник истории регионального значения.
- Ул. Дзержинского, д. 11. Жилой дом постройки начала XX века. Памятник истории регионального значения.
- Ул. Дзержинского, д. 13. Здание Управления НКВД (впоследствии МВД) СССР по Смоленской области, в настоящее время — здание Управления МВД РФ по Смоленской области. Памятник истории регионального значения. В 1930-е годы в подвале здания Управления НКВД расстреливали приговорённых к смерти[4].
- Ул. Дзержинского, д. 15. Жилой дом постройки 1950-х годов. Памятник истории регионального значения.